# Hạn hán Trung Quốc 2010–2011
Hạn hán Trung Quốc 2010–2011 là một đợt hạn hán bắt đầu vào cuối năm 2010 và ảnh hưởng lên 8 tỉnh phía Bắc của Cộng hòa Nhân dân Trung Hoa. Đây là trận hạn hán nghiêm trọng nhất quốc gia này trong vòng 60 năm qua và tác động lên hầu hết các vùng sản xuất lúa mì trong lãnh thổ Cộng hòa Nhân dân Trung Hoa.

## Hạn hán

### Nguyên nhân
Hạn hán bắt đầu vào đầu tháng 9 năm 2010 ở một số vùng, mặc dù từ đầu tháng 10 đã phổ biến hiện tượng thiếu mưa và tuyết rơi. Điều này làm lớp tuyết phủ không được dày như bình thường, khiến cây lúa mì có nguy cơ không sống được vì băng giá cũng như do độ ẩm trong đất bị giảm.

### Ảnh hưởng
Các tỉnh An Huy, Cam Túc, Hà Nam, Hồ Bắc, Giang Tô, Thiểm Tây, Sơn Đông và Sơn Tây đều bị ảnh hưởng của trận hạn hán. Ngoài việc phá hủy vụ mùa lúa mì, hạn hán còn gây ra tình trạng thiếu nước cho ước tính khoảng 2,31 triệu người và 2,57 triệu gia súc. Trong tám tỉnh chịu tác động, 20% đất nông nghiệp và 35% tổng mùa vụ lúa mì đều bị ảnh hưởng. Đến tháng 2 năm 2011, trận hạn hán ảnh hưởng lên diện tích 7,73 triệu hécta lúa mì vụ mùa đông sắp được thu hoạch.
Theo Tổ chức Lương thực và Nông nghiệp Liên Hợp Quốc, thiệt hại vụ thu hoạch lúa mì của Trung Quốc có khả năng là một yếu tố đã làm tăng giá lúa mì trên toàn thế giới vào đầu năm 2011.

### Kết thúc
Trong khoảng thời gian cuối tháng 2 và đầu tháng 3, biến cố mưa và tuyết rơi đã làm giảm cơn hạn hán tại miền Bắc Trung Quốc, chỉ còn lại ít hơn một phần ba tổng diện tích sản xuất lúa mì vẫn còn bị ảnh hưởng. Đợt mưa và tuyết xảy ra vào khoảng thời gian lúa mì được trồng vào cuối năm 2010 đã bắt đầu nảy mầm và cần nước. Những nỗ lực viện trợ thủy lợi của chính phủ cũng góp phần làm giảm tác động của hạn hán. Ngày 7 tháng 3, Tian Zhu Qi, một chuyên gia về lúa mì tại Đại học Nông nghiệp Sơn Đông, cho biết rằng "trừ cho một số khu vực trong khu đồi của Sơn Đông vẫn thiếu nước, tôi cho rằng cơn hạn hán vẫn trong tầm kiểm soát.
Mặc dù vào ngày 20 tháng 6 năm 2011 lũ lụt ở nhiều vùng, một giới chức chính phủ cho biết rằng hạn hán vẫn còn ảnh hưởng đến 4,81 triệu hécta ở các vùng không bị lũ lụt tại Hồ Bắc, An Huy, Giang Tô và một số tỉnh phía Bắc.

## Phản ứng
Đến đầu tháng 2 năm 2011, chính phủ Trung Quốc đã chi gần 15 tỷ đô la Mỹ cho các khoản thanh toán tiền mặt hỗ trợ nông dân và trợ cấp để giảm giá nguyên liệu như dầu diesel, thuốc trừ sâu và phân bón. Đầu tháng 2 năm 2011, chính phủ công bố một số chiến thuật để đối phó với các tác động của hạn hán. Ngày 11 tháng 2, có thông báo rằng khoảng 1 tỷ đô la Mỹ sẽ được chi cho việc lấy nước tưới cho các cánh đồng lúa mì, bao gồm việc khoan khoảng 1.350 giếng mới và gửi nhân viên từ Cục Khảo sát Địa chất Trung Quốc và Bộ Tài nguyên và Đất đai để cố gắng xác định vị trí nguồn nước ngầm mới dưới mặt đất. Ngày 9 và 10 tháng 2, công nghệ nhân tạo đã được sử dụng để tạo ra mưa, đạt được mức trung bình 3 mm tuyết. Chính phủ gián tiếp cho biết điều này sẽ làm tăng giá một số loại ngũ cốc nên đã viện trợ công nghệ cho nông dân đồng thời xuất hạt lúa mì từ kho dự trữ để tránh tăng vọt giá cả.
Một số nông dân bị ảnh hưởng bởi hạn hán chỉ trích chính phủ không làm hết khả năng để hỗ trợ ngành nông nghiệp trong thời gian hạn hán, hoặc cứu trợ quá muộn. Những người khác đổ lỗi cho việc hạn chế sử dụng nước từ các nguồn nhất định, vốn được dùng để phát triển các khu dân hoặc khu công nghiệp, đã làm tăng ảnh hưởng hạn hán lên cây trồng của họ.